# Lucmau
Lucmau est une commune du Sud-Ouest de la France, située dans le département de la Gironde en région Nouvelle-Aquitaine.
Ses habitants sont appelés officiellement les Lucmalais et, de façon plus locale, c'est-à-dire en gascon, lous Lucmaous.

## Géographie

### Localisation
Située dans la forêt des Landes et faisant partie du Parc naturel régional des Landes de Gascogne, la commune se trouve, au sud-est du département et en limite du département des Landes, à 66 km au sud-sud-est de Bordeaux, chef-lieu du département, à 28 km au sud-sud-ouest de Langon, chef-lieu d'arrondissement et à 14 km au sud-sud-est de Villandraut, ancien chef-lieu de canton.

### Communes limitrophes
Les communes limitrophes en sont Bernos-Beaulac au nord-est, Captieux au sud-est, Lencouacq (Landes) au sud sur environ 1,5 km, Callen (Landes) au sud-ouest, Cazalis à l'ouest, Préchac au nord-ouest et Pompéjac au nord sur environ un kilomètre.
| Préchac         | Pompéjac           | Bernos-Beaulac |
| Cazalis         | Lucmau             |                |
| Callen (Landes) | Lencouacq (Landes) | Captieux       |

### Hydrographie
La commune est arrosée par le ruisseau de Lucmau, également appelé ruisseau de Bagéran, affluent de rive gauche du Ciron et un petit affluent de rive gauche dudit ruisseau de Lucmau, le ruisseau de Bourdieu.

### Climat
Pour des articles plus généraux, voir Climat de la Nouvelle-Aquitaine et Climat de la Gironde.
Historiquement, la commune est exposée à un climat océanique aquitain.  
En 2020, Météo-France publie une typologie des climats de la France métropolitaine dans laquelle la commune est exposée à un climat océanique et est dans la région climatique  Aquitaine, Gascogne, caractérisée par une pluviométrie abondante au printemps, modérée en automne, un faible ensoleillement au printemps, un été chaud (19,5 °C), des vents faibles, des brouillards fréquents en automne et en hiver et des orages fréquents en été (15 à 20 jours).
Pour la période 1971-2000, la température annuelle moyenne est de 12,6 °C, avec une amplitude thermique annuelle de 14,6 °C. Le cumul annuel moyen de précipitations est de 921 mm, avec 11,8 jours de précipitations en janvier et 7,2 jours en juillet. Pour la période 1991-2020, la température moyenne annuelle observée sur la station météorologique la plus proche, située sur la commune de Cazats à 16 km à vol d'oiseau, est de 13,7 °C et le cumul annuel moyen de précipitations est de 825,5 mm,. Pour l'avenir, les paramètres climatiques de la commune estimés pour 2050 selon différents scénarios d'émission de gaz à effet de serre sont consultables sur un site dédié publié par Météo-France en novembre 2022.

## Urbanisme

### Typologie
Au 1er janvier 2024, Lucmau est catégorisée commune rurale à habitat très dispersé, selon la nouvelle grille communale de densité à sept niveaux définie par l'Insee en 2022.
Elle est située hors unité urbaine et hors attraction des villes,.

### Occupation des sols

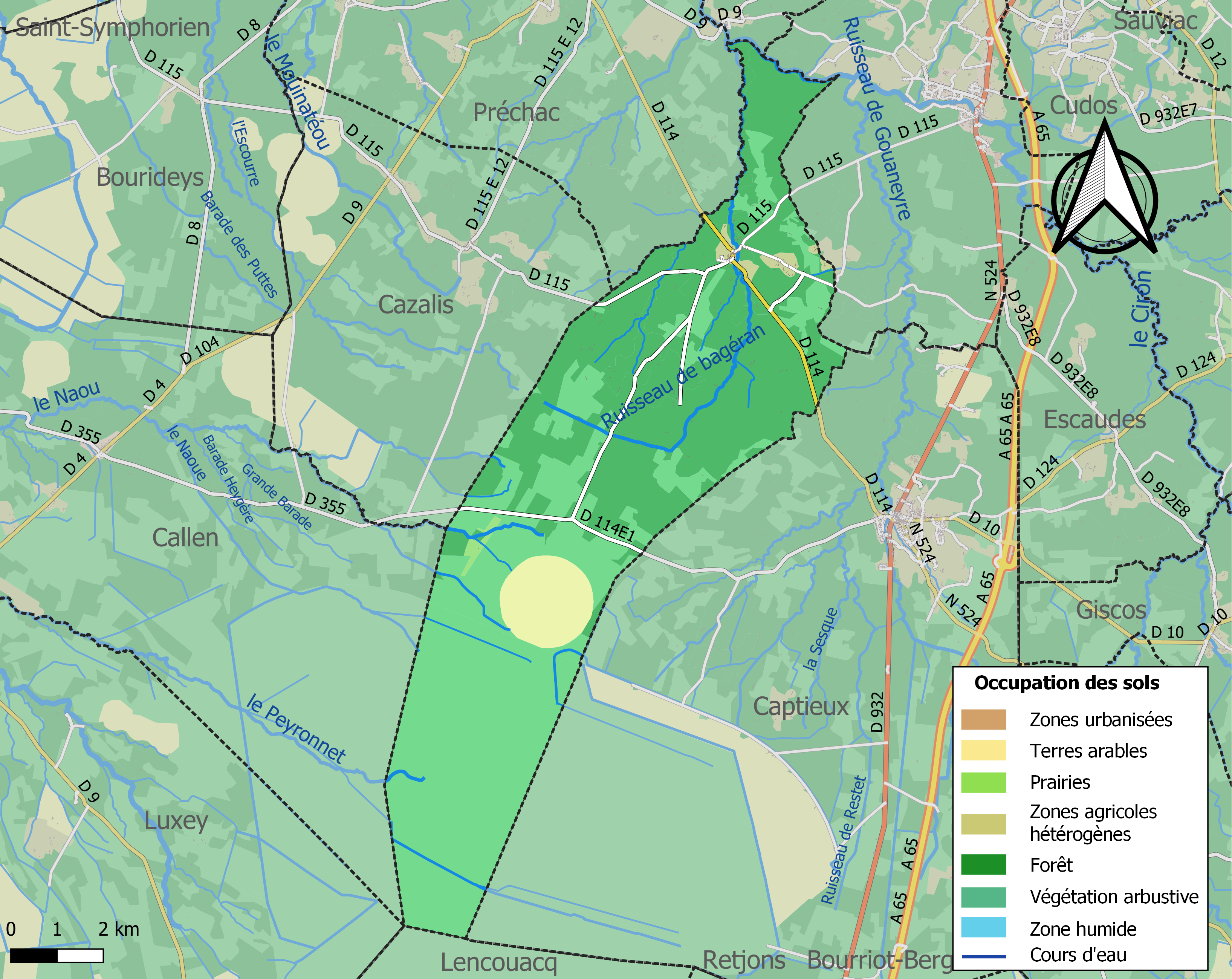
Carte des infrastructures et de l'occupation des sols de la commune en 2018 (CLC).

L'occupation des sols de la commune, telle qu'elle ressort de la base de données européenne d’occupation biophysique des sols Corine Land Cover (CLC), est marquée par l'importance des forêts et milieux semi-naturels (93,8 % en 2018), en diminution par rapport à 1990 (97,8 %). La répartition détaillée en 2018 est la suivante : 
milieux à végétation arbustive et/ou herbacée (47,2 %), forêts (46,6 %), terres arables (4,7 %), zones agricoles hétérogènes (1,1 %), prairies (0,4 %). L'évolution de l’occupation des sols de la commune et de ses infrastructures peut être observée sur les différentes représentations cartographiques du territoire : la carte de Cassini (XVIIIe siècle), la carte d'état-major (1820-1866) et les cartes ou photos aériennes de l'IGN pour la période actuelle (1950 à aujourd'hui).

### Voies de communication et transports
Les principales voies de communication routière qui traversent toutes deux le bourg sont la route départementale D114 qui mène vers le nord-ouest à Préchac et vers le sud-est à Captieux et la route départementale D115 qui mène vers l'ouest à Cazalis et vers le nord-est à la route nationale 524 et à Bernos-Beaulac.
L'accès le plus proche à l'autoroute A62 (Bordeaux-Toulouse) est celui de  3 Langon distant de 27 km par la route vers le nord.

L'accès  2 Captieux à l'autoroute A65 (Langon-Pau) se situe à 7 km vers le sud-est.
La gare SNCF la plus proche est celle, distante de 28 km par la route vers le nord, de Langon sur la ligne Bordeaux-Sète du TER Nouvelle-Aquitaine.

### Risques majeurs
Le territoire de la commune de Lucmau est vulnérable à différents aléas naturels : météorologiques (tempête, orage, neige, grand froid, canicule ou sécheresse), inondations, feux de forêts et séisme (sismicité très faible). Un site publié par le BRGM permet d'évaluer simplement et rapidement les risques d'un bien localisé soit par son adresse soit par le numéro de sa parcelle.
La commune a été reconnue en état de catastrophe naturelle au titre des dommages causés par les inondations et coulées de boue survenues en 1982, 1999, 2009 et 2020,.
Lucmau est exposée au risque de feu de forêt. Depuis le 20 avril 2016, les départements de la Gironde, des Landes et de Lot-et-Garonne disposent d’un règlement interdépartemental de protection de la forêt contre les incendies. Ce règlement vise à mieux prévenir les incendies de forêt, à faciliter les interventions des services et à limiter les conséquences, que ce soit par le débroussaillement, la limitation de l’apport du feu ou la réglementation des activités en forêt. Il définit en particulier cinq niveaux de vigilance croissants auxquels sont associés différentes mesures,.

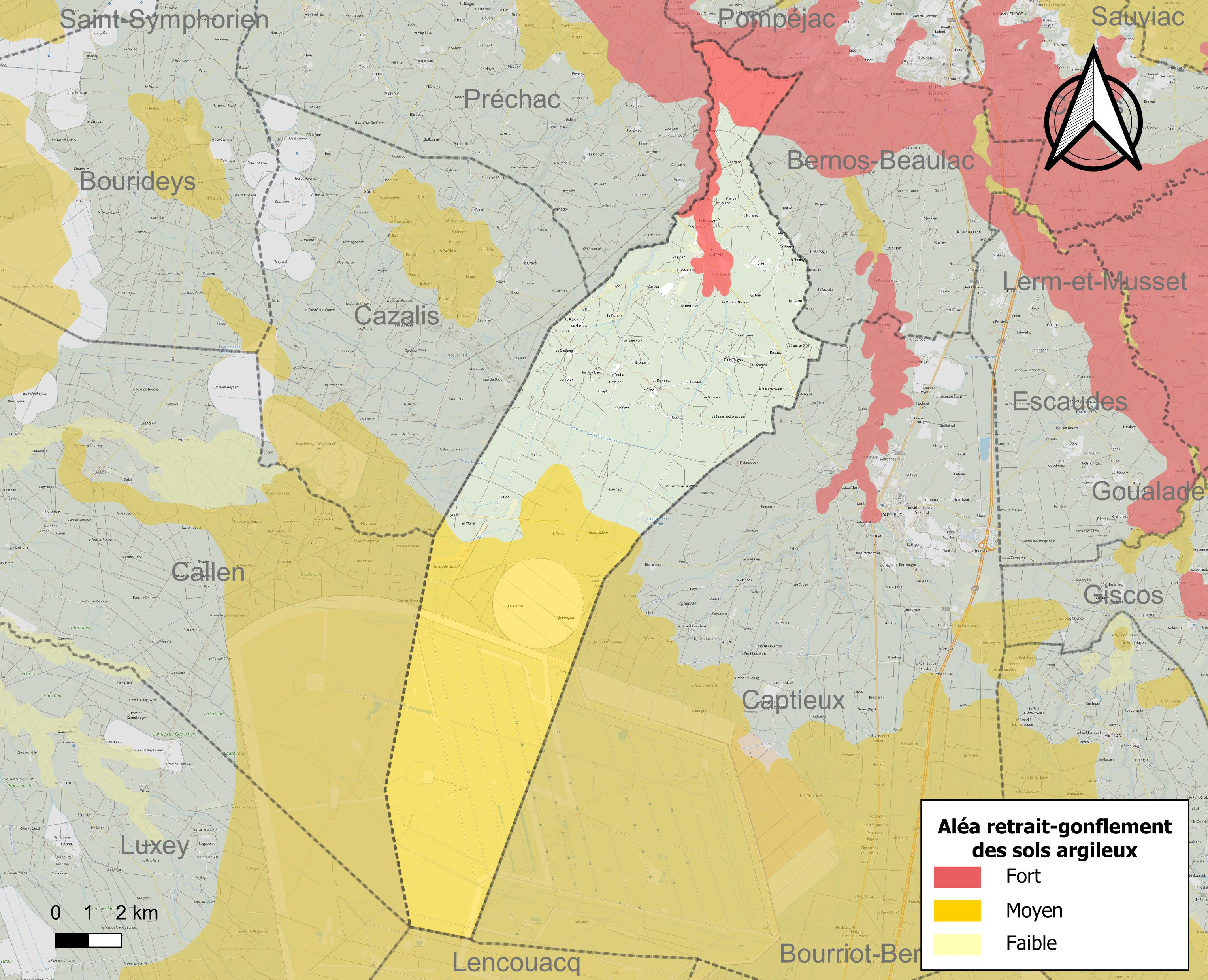
Carte des zones d'aléa retrait-gonflement des sols argileux de Lucmau.

Le retrait-gonflement des sols argileux est susceptible d'engendrer des dommages importants aux bâtiments en cas d’alternance de périodes de sécheresse et de pluie. 49,3 % de la superficie communale est en aléa moyen ou fort (67,4 % au niveau départemental et 48,5 % au niveau national). Sur les 135 bâtiments dénombrés sur la commune en 2019, 61 sont en aléa moyen ou fort, soit 45 %, à comparer aux 84 % au niveau départemental et 54 % au niveau national. Une cartographie de l'exposition du territoire national au retrait gonflement des sols argileux est disponible sur le site du BRGM,.
Par ailleurs, afin de mieux appréhender le risque d’affaissement de terrain, l'inventaire national des cavités souterraines permet de localiser celles situées sur la commune.
Concernant les mouvements de terrains, la commune a été reconnue en état de catastrophe naturelle au titre des dommages causés par la sécheresse en 2003 et par des mouvements de terrain en 1999.

## Toponymie
L'origine étymologique du nom de la commune est lucus malus ou lucus magnus qui signifient mauvaise forêt ou grande forêt,

## Histoire
L'occupation très ancienne est attestée par l'église et par la motte castrale du Castéra. Le castéra est un toponyme courant dans la lande, qui désigne un lieu fortifié, terre ou construction. Par analogie, on pense que celui de Lucmau dont l'histoire n'est pas connue date du XIe ou XIIe siècle. Ladite motte consiste en une butte au pied de laquelle se trouve un ruisseau qui en assure la défense.
Il semble que Lucmau ait relevé de la seigneurie de Captieux, elle-même possession, au début du XIVe siècle de la vicomté de Béarn. Sous l'ancien Régime, la paroisse de Saint-Martin d'Insos, aujourd'hui rattachée à la commune de Préchac, était une annexe de celle de Saint-André de Lucmau.
À la Révolution, la paroisse Saint-André de Lucmau forme la commune de Lucmau.

## Politique et administration
| Période                                  | Période   | Identité              | Étiquette | Qualité       |
| ---------------------------------------- | --------- | --------------------- | --------- | ------------- |
| avant 1981                               | ?         | Marc Candau           | PS        |               |
| mars 2001                                | mars 2008 | Jean-Claude Candau    | PS        |               |
| mars 2008                                | juin 2020 | Maryse Banquet-Renard | PS        | Fonctionnaire |
| juin 2020                                | En cours  | Michel Estenaves      | SE        |               |
| Les données manquantes sont à compléter. |           |                       |           |               |

### Communauté de communes
Le 1er janvier 2014, la Communauté de communes du canton de Villandraut ayant été supprimée, la commune de Lucmau s'est retrouvée intégrée à la Communauté de communes du Sud Gironde siégeant à Mazères.

## Démographie
L'évolution du nombre d'habitants est connue à travers les recensements de la population effectués dans la commune depuis 1793. Pour les communes de moins de 10 000 habitants, une enquête de recensement portant sur toute la population est réalisée tous les cinq ans, les populations de référence des années intermédiaires étant quant à elles estimées par interpolation ou extrapolation. Pour la commune, le premier recensement exhaustif entrant dans le cadre du nouveau dispositif a été réalisé en 2005.

En 2022, la commune comptait 244 habitants, en évolution de +0,41 % par rapport à 2016 (Gironde : +6,91 %, France hors Mayotte : +2,11 %).
| 1793 | 1800 | 1806 | 1821 | 1831 | 1836 | 1841 | 1846 | 1851 |
| ---- | ---- | ---- | ---- | ---- | ---- | ---- | ---- | ---- |
| 845  | 652  | 708  | 759  | 749  | 747  | 795  | 797  | 768  |

| 1856 | 1861 | 1866 | 1872 | 1876 | 1881 | 1886 | 1891 | 1896 |
| ---- | ---- | ---- | ---- | ---- | ---- | ---- | ---- | ---- |
| 716  | 764  | 764  | 736  | 690  | 692  | 667  | 653  | 685  |

| 1901 | 1906 | 1911 | 1921 | 1926 | 1931 | 1936 | 1946 | 1954 |
| ---- | ---- | ---- | ---- | ---- | ---- | ---- | ---- | ---- |
| 664  | 647  | 613  | 525  | 512  | 461  | 411  | 328  | 316  |

| 1962 | 1968 | 1975 | 1982 | 1990 | 1999 | 2005 | 2006 | 2010 |
| ---- | ---- | ---- | ---- | ---- | ---- | ---- | ---- | ---- |
| 294  | 256  | 186  | 188  | 199  | 208  | 235  | 237  | 215  |

| 2015 | 2020 | 2022 | - | - | - | - | - | - |
| ---- | ---- | ---- | - | - | - | - | - | - |
| 243  | 245  | 244  | - | - | - | - | - | - |

## Lieux et monuments
- Église Saint-André de style roman : de la construction primitive du XIIe siècle, il ne reste que le chevet ; le clocher à pignon, très élevé, date du XIVe siècle, la nef centrale a été remaniée au XVIe siècle, les bas-côtés ont été construits entre les XVIe et XVIIIe siècles et la tourelle de l'escalier a été refaite au XVIIIe siècle ; elle est inscrite au titre des monuments historiques depuis 1925[33].
- Au lieu-dit La Graville, existait un ermitage connu depuis le Moyen Âge.
- Cercle de la Concorde, débit de boissons associatif.
- Camp du Poteau.

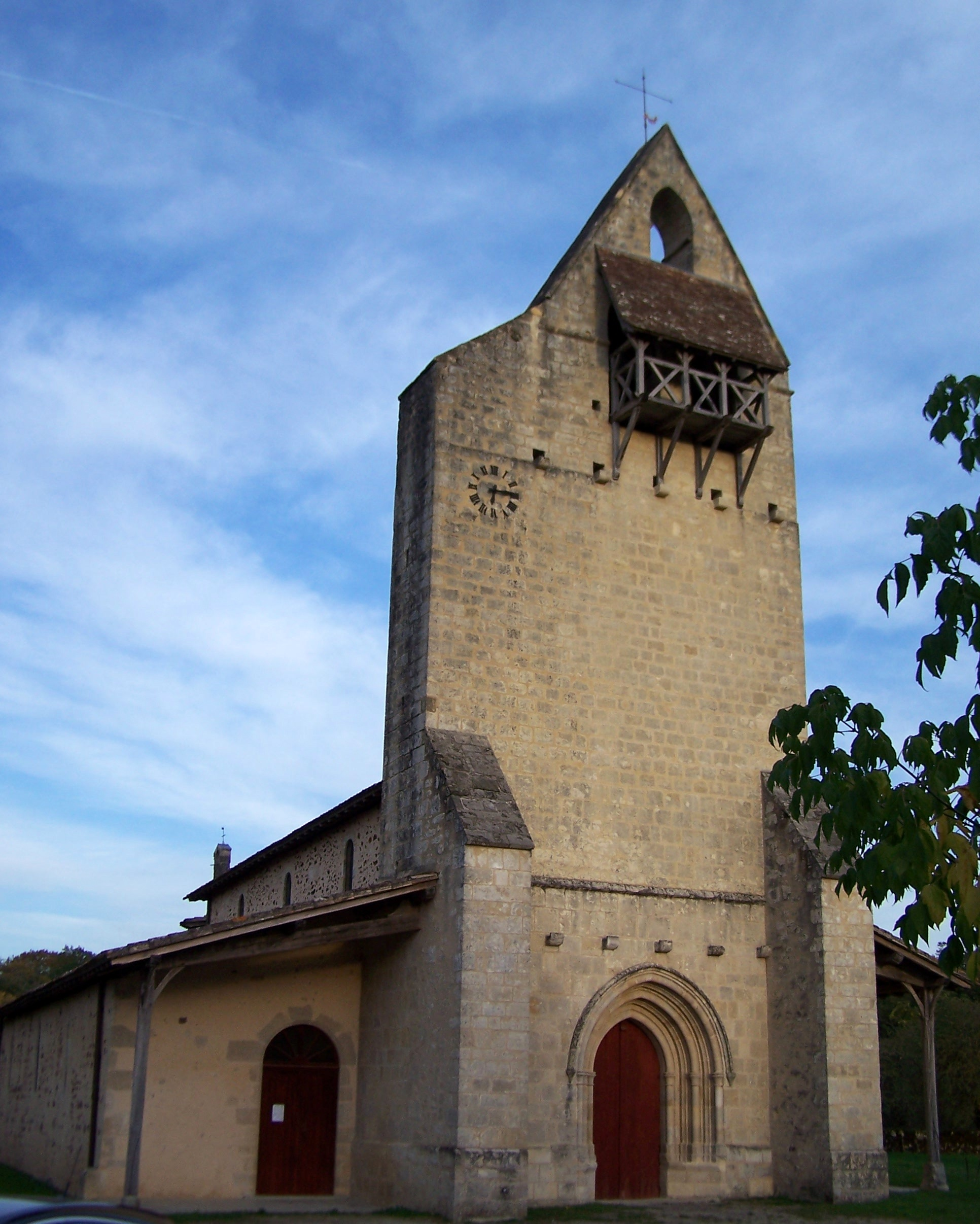
L'église Saint-André, vue nord-ouest (oct. 2012).
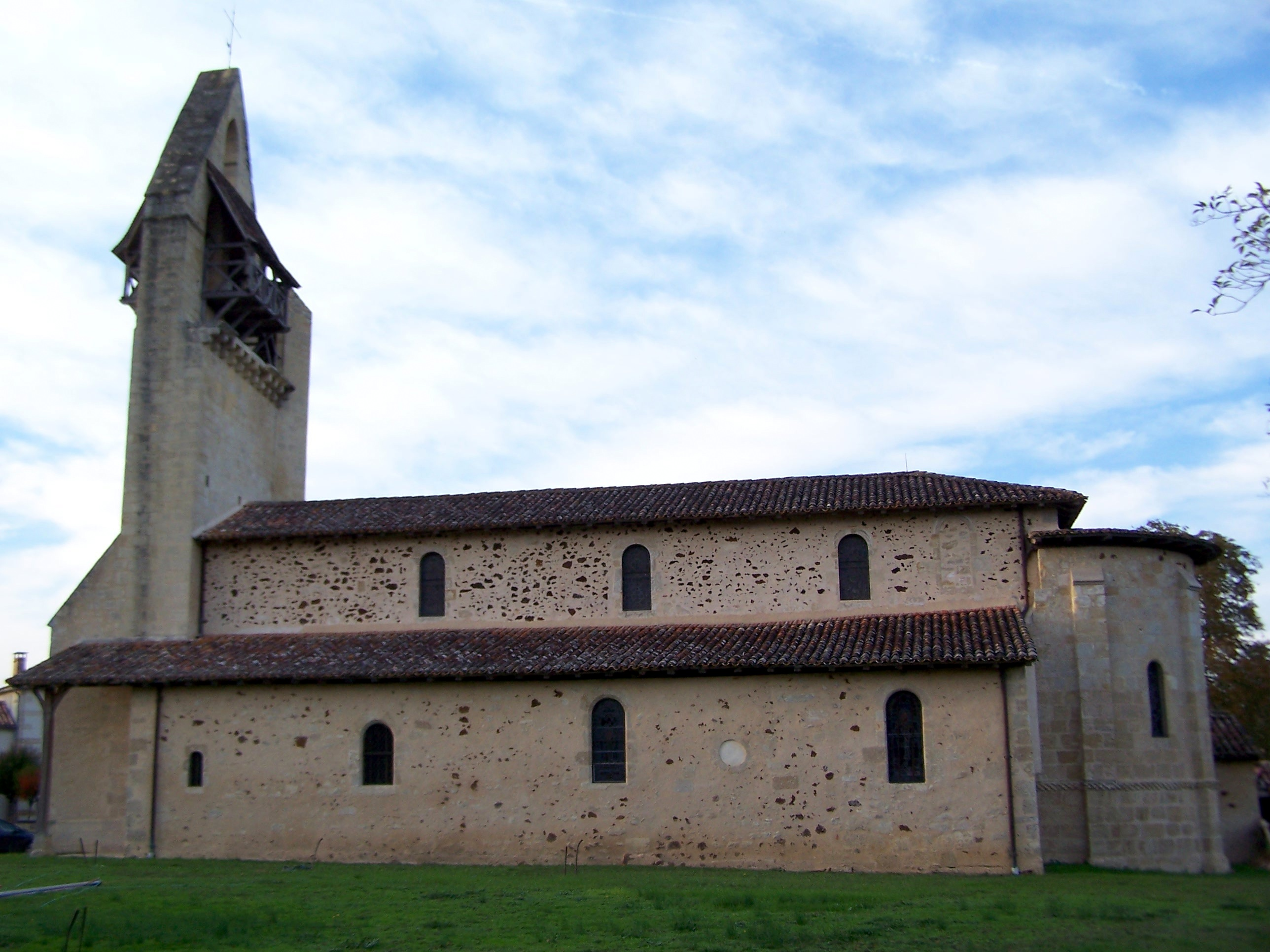
Vue latérale sud (oct. 2012).
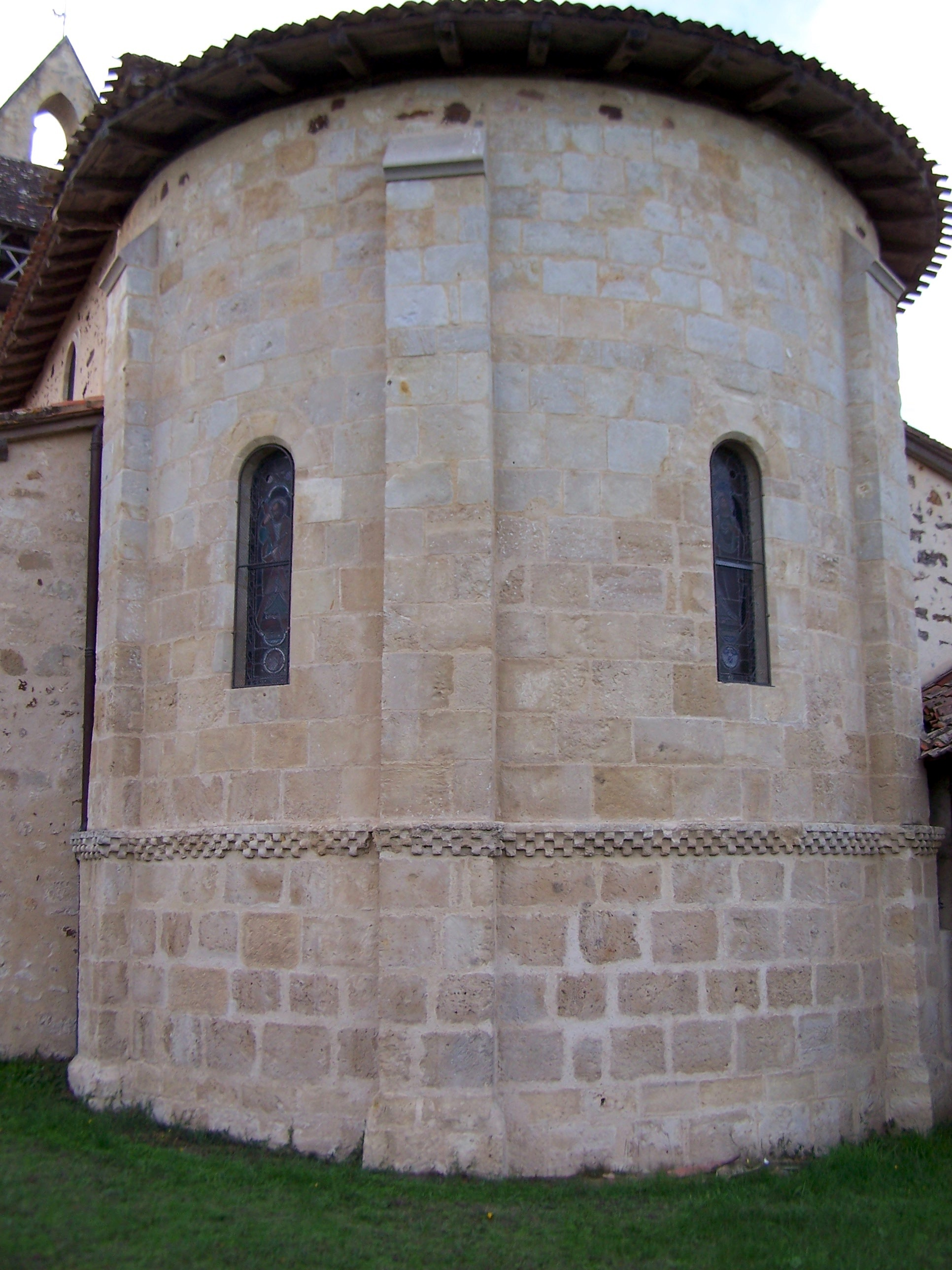
Le chevet (oct. 2012).
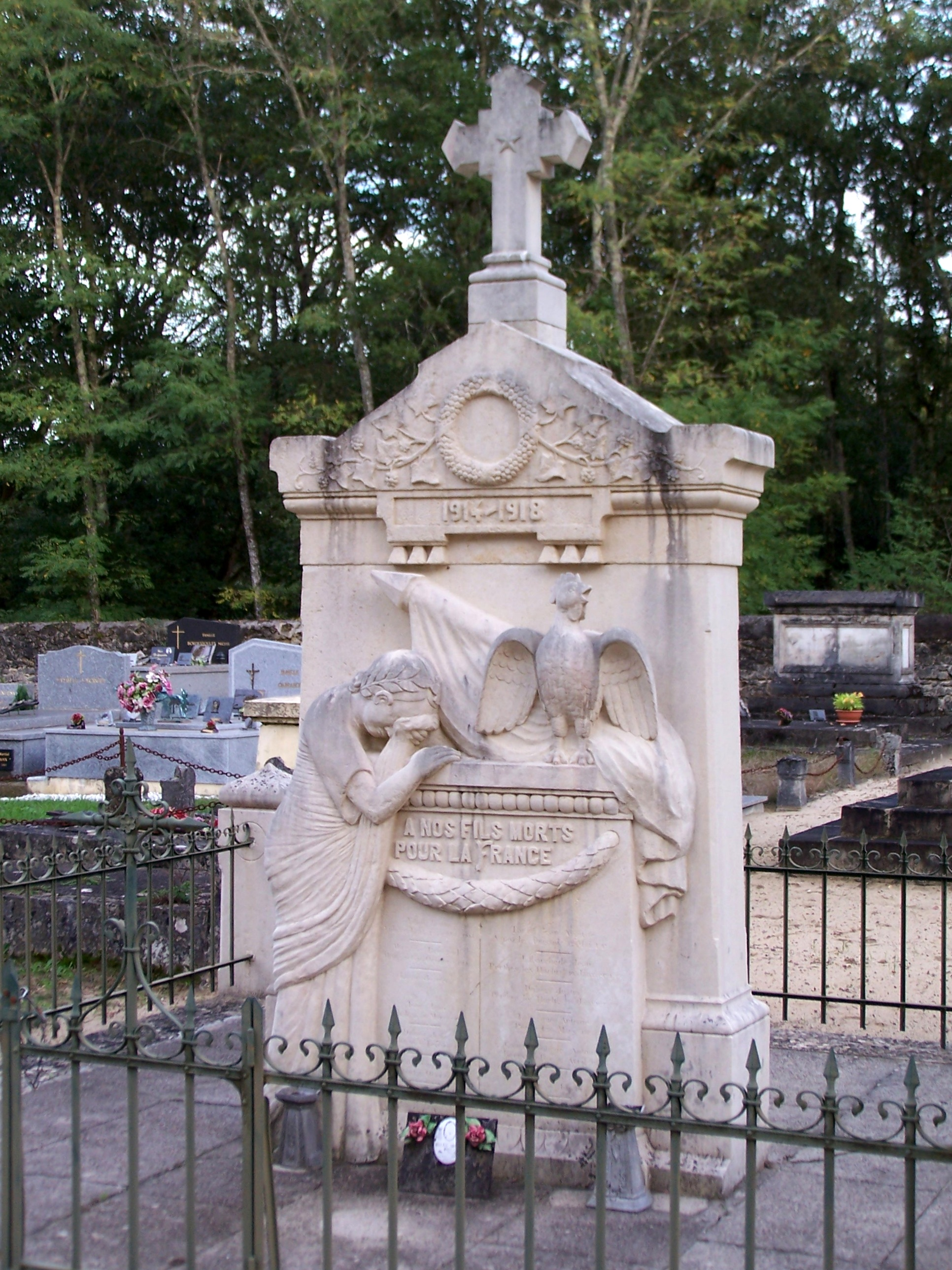
Le monument aux morts dans le cimetière (oct. 2012).